# 巴尔德圣马丁
巴尔德圣马丁（西班牙語：Val de San Martín）是西班牙阿拉贡自治区萨拉戈萨省的一个市镇。 总面积26平方公里，总人口84人（2001年），人口密度3人/平方公里。